# Tshangyang Gyatsho
| Tibetische Bezeichnung                            |
| ------------------------------------------------- |
| Tibetische Schrift: ཚངས་དབྱངས་རྒྱ་མཚོ                 |
| Wylie-Transliteration: tshangs dbyangs rgya mtsho |
| Aussprache in IPA: [tsʰaŋjaŋ catsʰɔ]              |
| Offizielle Transkription der VRCh: Cangyang Gyaco |
| THDL-Transkription: Tshangyang Gyatsho            |
| Andere Schreibweisen: Tsangyang Gyatso            |
| Chinesische Bezeichnung                           |
| Traditionell: 倉央嘉措                            |
| Vereinfacht: 仓央嘉措                             |
| Pinyin:Cāngyāng Jiācuò                            |

Tshangyang Gyatsho (1683 in Tawang im Kreis Tshona Dzong, heute in Arunachal Pradesh – 15. November 1706) war der sechste Dalai Lama.

## Leben
Tshangyang Gyatsho wurde im Geheimen erzogen, nach den Vorschriften des von seinem Vorgänger Lobsang Gyatsho 1679 eingesetzten Regenten, des Dipa/Desi Sanggye Gyatsho. Der Grund dafür war, dass offiziell, d. h. für außenpolitische Zwecke, noch der 5. Dalai Lama am Leben war (bis April 1697) und es somit auch noch keine Wiedergeburt geben durfte.
Tshangyang Gyatsho war ein lebenslustiger junger Mann und für seinen sinnenfreudigen Lebenswandel bekannt. Er wurde vom Penchen Lama nicht als Dalai Lama bestätigt, erhielt aber religiöse Unterweisungen von Penchen Lobsang Yeshe. Es ist als Zeichen des besonderen Respektverhältnisses zwischen diesen beiden Lamas zu werten, dass Tshangyang Gyatsho eigens nach Trashilhünpo in Samzhubzê reiste, um seine Mönchsgelübde zurückzugeben und in den Laienstand zu treten.
Unfähig, seinen Verpflichtungen nachzukommen – doch unverändert mit weltlichen Vorrechten ausgestattet – geriet er in den Machtkampf zwischen dem Regenten Sanggye Gyatsho und einem mongolischen Khan namens Lhabzang Khan (reg. 1703–1717) von den Qoshoten. Der versuchte ihn nach der Entmachtung des Regenten absetzen zu lassen, doch die Lamas befanden, dass der sechste Dalai Lama wegen seines „fehlenden Geistes der Erleuchtung“ nicht seinen Status als Reinkarnation verlöre. Nun griff Lhabzang zur Gewalt und setzte sich damit schließlich durch (Belagerung des Klosters Drepung). Tshangyang Gyatsho wurde auf „eine Reise nach China“ geschickt, auf der er wahrscheinlich im November 1706 ermordet wurde. Nach anderen Quellen soll er an einer nicht näher angegebenen Krankheit gestorben sein.
Tshangyang Gyatsho gilt als der große Poet unter den Herrschern Tibets, und aus diesem Grund ist er bis heute sehr beliebt im tibetischen Volk.

## Werke
- Liebeslieder des VI. Dalai Lama, hrsg., aus dem Tibet. übers., mit Anm. und Nachw. vers. und auf Tibet. von Hand geschrieben von Dieter W. Back, Waldgut, Frauenfeld 2006 (Gedächtnis der Völker), ISBN 978-3-03740-058-6